# 独石口镇
独石口镇，是中华人民共和国河北省张家口赤城县下辖的一个建制镇。

## 行政区划
独石口镇下辖以下地区：
独石口村、南门外村、东栅子村、北青羊沟村、马厂村、北三岔口村、康家窑村、马营沟村、水磨村、麻地沟村、杨家窑村和半壁店村。